# Ватенхајм
Ватенхајм (њем. Wattenheim) општина је у њемачкој савезној држави Рајна-Палатинат. Једно је од 48 општинских средишта округа Бад Диркхајм. Према процјени из 2010. у општини је живјело 1.631 становника. Посједује регионалну шифру (AGS) 7332047.

## Географски и демографски подаци
Ватенхајм се налази у савезној држави Рајна-Палатинат у округу Бад Диркхајм. Општина се налази на надморској висини од 312 метара. Површина општине износи 12,5 km². У самом мјесту је, према процјени из 2010. године, живјело 1.631 становника. Просјечна густина становништва износи 130 становника/km².